# Accord du conjoint
 (juillet 2014).
Si vous disposez d'ouvrages ou d'articles de référence ou si vous connaissez des sites web de qualité traitant du thème abordé ici, merci de compléter l'article en donnant les références utiles à sa vérifiabilité et en les liant à la section « Notes et références ».
L'accord du conjoint, anciennement autorisation du mari, est une condition exigée par des lois ou des règlements privés pour la réalisation de certaines actes par un des conjoints.
Principalement dans le cas d'initiatives susceptibles d'affecter le patrimoine du couple ou de modifier sa vie ou ses constituants, le partenaire est interrogé sur son assentiment et une trace matérielle en est conservée. Par exemple, l'accès d'une femme mariée à un emploi salarié a été et peut être conditionné par l'acquiescement de son mari, de même que l'ouverture d'un compte bancaire personnel[réf. nécessaire].

## Droit par pays

### Droit français
En matière de dons, l'accord du conjoint est exigé en France notamment pour le don de sperme.[réf. nécessaire]

### Droit québécois (Canada)
Le droit de la famille québécois prévoit que l'accord entre conjoints (et donc le consentement de l'autre époux) est nécessaire dans plusieurs situations, dont notamment : 
- le choix de la résidence familiale (art. 393 du Code civil du Québec, ci-après C.c.Q.)[1].)
- les modalités de la direction morale et matérielle de la famille, de l'exercice de l’autorité parentale et des responsabilités à l'égard des tâches qui en découlent (art. 394 C.c.Q.[2])
- le mandat de représenter l'autre époux dans un acte relatif à la direction morale et matérielle de la famille (art. 398 C.c.Q.[3])
- l'exercice des droits des époux et l'accomplissement de leurs devoirs (art. 400 C.c.Q.[4])
- le consentement du conjoint est nécessaire pour « aliéner, hypothéquer ni transporter hors de la résidence familiale les meubles qui servent à l’usage du ménage » (art. 401 C.c.Q[5].)
- pour un époux locataire de la résidence familiale, le consentement du conjoint est nécessaire pour sous-louer, céder son droit, mettre fin au bail lorsque le locateur a été avisé que le logement servait de résidence familiale. (art. 403 C.c.Q.[6])

## Histoire du droit: la capacité juridique de la femme mariée

### France
D'après le site web du  gouvernement français, une loi de 1965 « autorise enfin toutes les femmes mariées à travailler, à ouvrir un compte et à signer des chèques sans l’autorisation de leur mari ». Avant cette date, il existait des limites légales importantes touchant la capacité pour les femmes d'ouvrir un compte de banque ou de signer des chèques sans l'autorisation de leur mari.

### Québec (Canada)
Au Québec, avant l'adoption d'une loi de 1964 (Loi sur la capacité juridique de la femme mariée), les femmes mariées n'avaient pas le droit de signer des chèques ou d'ouvrir des comptes de banque sans l'accord de leur conjoint, car la loi limitait la capacité juridique de la femme mariée avant cette date.